# Irène Tunc
Irène Tunc (* 25. September 1934 in Lyon; † 16. Januar 1972 in Versailles) war eine französische Schauspielerin.

## Biografie
Irène Tunc, mit vollem Namen Irène Pierrette Louise Tunc, wurde im Sommer 1953 in Juan-les-Pins zur Miss Côte d’Azur und 1954 im Alter von 19 Jahren im Casino von Évian-les-Bains zur Miss France gewählt. Noch im selben Jahr begann sie ihre Karriere als Schauspielerin. Sie wirkte überwiegend in italienischen und französischen Produktionen mit und übernahm Rollen in mehr als 35 Kino- und später auch Fernsehspielfilmen. In dem französischen Fernsehfilm L'Abandon aus dem Jahr 1967 war sie außerdem für das Drehbuch verantwortlich.
Von 1958 bis 1964 war Tunc mit dem belgischen Regisseur Ivan Govar verheiratet. Nach der gescheiterten Ehe ging sie kurz darauf dann eine Ehe mit dem Filmemacher Alain Cavalier ein, mit dem sie bis zu ihrem Tod verheiratet war. Irène Tunc starb 1972 im Alter von 37 Jahren an den Folgen eines Autounfalls.

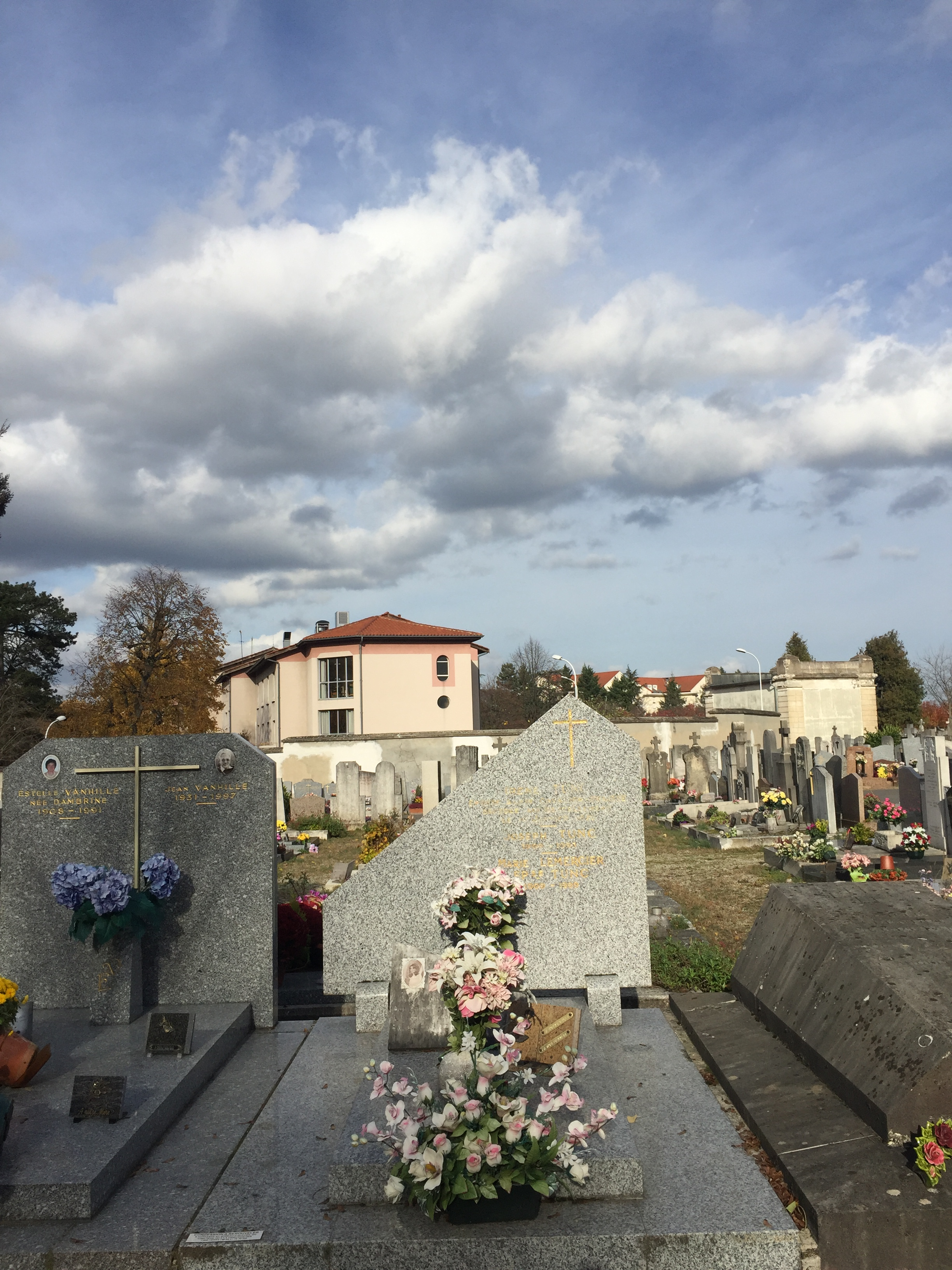
Grabstätte auf dem Friedhof von Croix-Rousse (2016)

## Sonstiges
- 1971 gehörte sie zu den 343 Frauen, die öffentlich im Manifest der 343 erklärten, dass sie einen Schwangerschaftsabbruch hatten durchführen lassen, und die sich gegen die gesellschaftliche Abwertung von Frauen einsetzten, die eine Abtreibung hatten.
- Ausgehend von seinen Erinnerungen an Irène Tunc drehte Alain Cavalier 2009 den Essay-Film Irène.[5][6]

## Filmografie (Auswahl)
- 1954: Camilla
- 1955: Der Wunderknabe (Bravissimo)
- 1955: Der Tod kam um Mitternacht (Operazione “Notte”)
- 1958: Aphrodite – Göttin der Liebe (Afrodite, dea dell‘amore)
- 1961: Eva und der Priester (Léon Morin, prêtre)
- 1967: Lebe das Leben (Vivre pour vivre)
- 1967: Der Millionen-Coup der Zwölf (Mise à sac)
- 1967: Die Abenteurer (Les aventuriers)
- 1968: La Chamade – Herzklopfen (La chamade)
- 1968: Ich liebe dich, ich liebe dich (Je t‘aime, je t‘aime)
- 1971: Zwei Mädchen aus Wales und die Liebe zum Kontinent (Les Deux Anglaises et le Continent)